# 阿里山一帶中脊沫蟬
阿里山一帶中脊沫蟬（学名：Mesoptyelus arisanus）为尖胸沫蟬科中脊沫蟬屬下的一个种。其种加词“arisanus”意为“阿里山的”。